# یواس‌اس ناوارو (ای‌پی‌ای-۲۱۵)
یواس‌اس ناوارو (ای‌پی‌ای-۲۱۵) (به انگلیسی: USS Navarro (APA-215)) یک کشتی بود که طول آن ۴۵۵ فوت (۱۳۹ متر) بود. این کشتی در سال ۱۹۴۴ ساخته شد.